# Ислам, Ахмед Мохамед
Ахмед Мохамед Ислам (Ислан) Мадобе (сомал. Sheekh Axmed Maxamed Islaan Madoobe; род. 1960, Джилиб, Сомали), Шейх Ахмед Мадобе или просто Мадобе — сомалийский политический деятель, действующий президент Джубаленда c 15 мая 2013 года.
Федеральное правительство Сомали признает Мадобе временным президентом Джубаленда. Однако правительство, независимый избирательный комитет, электорат Джубаленда признают Мадобе легитимным президентом.

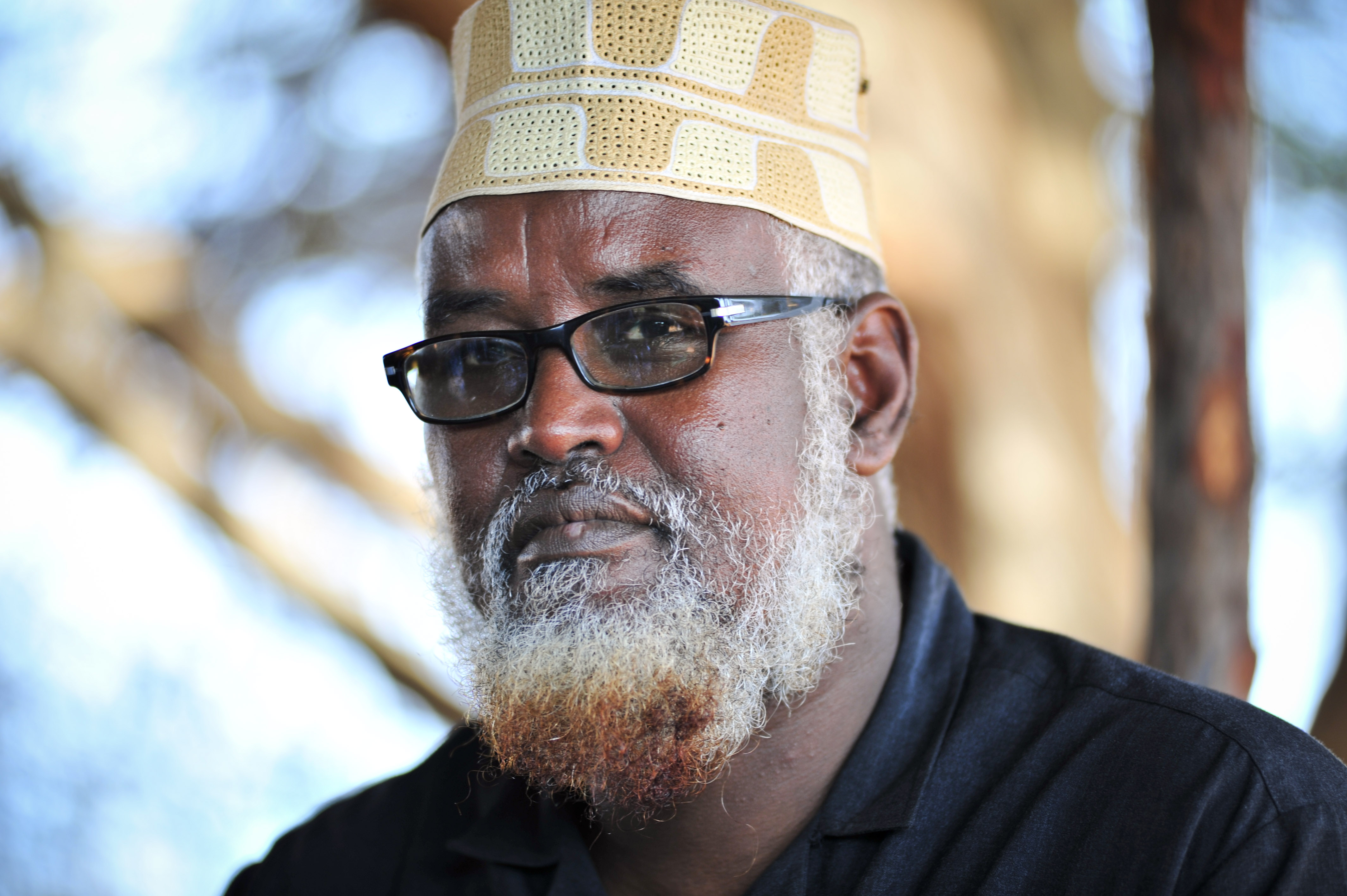
Ахмед Мохамед Ислам в 2012 году

## Биография
Ахмед Мохамед Ислам родился в 1960 году. Его отец — консервативный шейх, проповедующий традиционные учения. Его отчим — турецкий джихадист Хасан Абдулла Херси аль-Турки.
В начале 1980-х Мадобе поднял оружие против президента Мохамеда Сиада Барре  и присоединился к аль-Итихад аль-Исламия, первой сомалийской исламистской группировке. Активно действуя в Рас-Камбони, в 1990-х годах он стал одним из её лидеров. Вскоре группировка стала сдерживать свою активность после эфиопского наступления в 1996 году и опасений американских репрессий после нападений американских посольств в Африке 7 августа 1998 года, однако она вновь появляется в 2006 году, когда Союз исламских судов захватывает Могадишо — столицу Сомали. В том же году Мадобе участвует в создании Харакат аш-Шабаб. Вскоре он стал вице-президентом этой группировки, а затем её военным руководителем на юге Сомали.

### Союз исламских судов
В 2006 году, будучи членом Союза исламских судов, Мадобе был губернатором Кисмайо — нынешней столицы Джубаленда. Когда Союз исламских судов был свергнут Вооружёнными силами Эфиопии, раненный Мадобе бежал к кенийской границе и позже получил медицинскую помощь в эфиопском госпитале. Однако позже он был арестован эфиопами.

### Член Парламента
Когда сомалийский парламент расширился до 550 депутатов, Мадобе был избран депутатом в январе 2009 года и освобожден из эфиопской тюрьмы. 4 апреля того же года он объявил о своей отставке из парламента.

### Движение Раскамбони
Джубаленд был союзником террористической группировки Хизбул-Ислам. 1 октября 2009 года начался вооружённый конфликт между Хизбул-Ислам и Харакат аш-Шабаб после спора между Бригадами Раскамбони и аш-Шабаб о контроле над Кисмайо. Альянс нового освобождения Сомали и Джабхатул Исламия, связанные с аш-Шабаб в Хиране и Могадишо, отказались поддерживать Бригады Раскамбони, в то время как ещё одна группировка Муаскар Аноле оставалась нейтральной.
Боевые действия также привели к расколу внутри Бригад Раскамбони, причём фракция во главе с Ахмедом Мадобе сражалась против аш-Шабаба, а фракция (аль-Итихад аль-Исламия) во главе с Хасаном Абдуллой Херси аль-Турки встала на сторону аш-Шабаба. Битва за Кисмайо была решительно выиграна аш-Шабабом, который затем изгнал Бригады Раскамбони из города. В последовавших за этим боях в ноябре 2009 года силы Мадобе вновь были разгромлены аш-Шабабом и его местными союзниками. Затем она была вынуждена уйти из района Нижней Джуббы и большей части южного Сомали. В феврале 2010 года аль-Итихад аль-Исламия объявила о слиянии с Хакарат аш-Шабабом.
20 декабря 2010 года Хизбул-Ислам также объединилась с Харакат аш-Шабабом. Движение Раскамбони затем вступило в союз с Ахлю ас-Сунна ва-ль-Джамаа и Переходным федеральным правительством.
В сентябре 2012 года Мадобе вернулся в Кисмайо с авангардом из 600 человек и вместе с кенийской армией отвоевал город. Вскоре он захватил регион, нейтрализовал полевых командиров и усмирил город, хотя исламисты продолжали контролировать большую часть региона.

### Президент Джубаленда

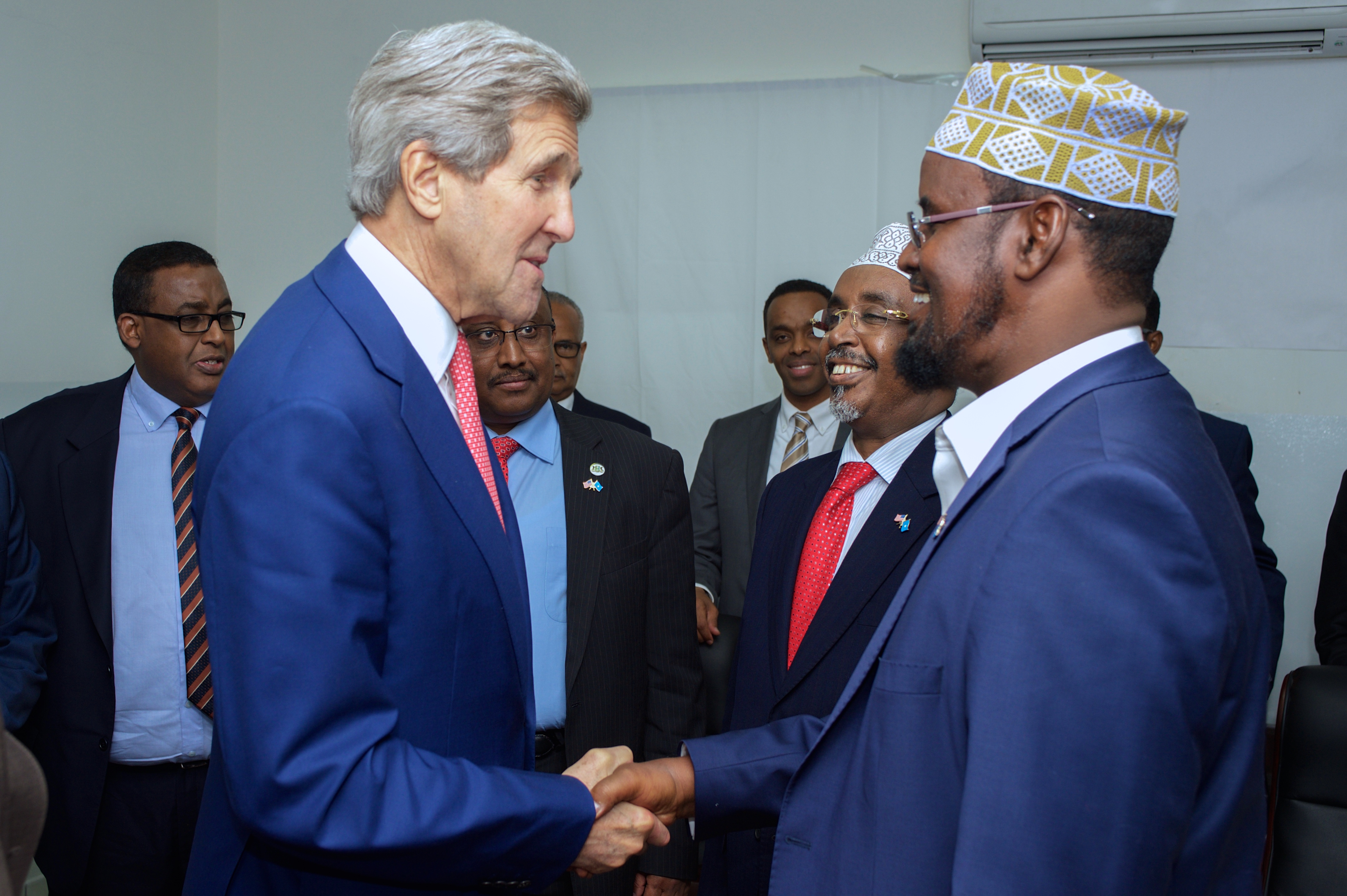
Госсекретарь США Джон Керри пожимает руку Мадобе после прибытия в Могадишо 6 мая 2015 года

15 мая 2013 года Ахмед Мохамед Ислан Мадобе был избран президентом Джубаленда. Делегаты заявили, что хотя 10 голосов были отданы за других кандидатов и 15 воздержались, 485 проголосовали за Мадобе. 15 августа 2015 года он был переизбран парламентом президентом Джубаленда 68 голосами (90 %) за.
28 августа 2013 года Мадобе подписал в Аддис-Абебе соглашение о национальном примирении с Федеральным правительством Сомали. Соглашение, одобренное федеральным государственным министром Фарахом Абдулкадиром от имени президента Хасана Шейха Махмуда, было заключено при посредничестве министерства иностранных дел Эфиопии после продолжительных двусторонних переговоров. Согласно условиям соглашения, Джубаленд должен был управляться в течение двухлетнего периода Временной администрацией Джубы во главе с действующим президентом региона Мадобе. Президент региона назначался председателем нового исполнительного совета, в который он назначал трёх заместителей. Управление морским портом и аэропортом Кисмайо должно было быть передано федеральному правительству через шесть месяцев, а доходы и ресурсы, полученные от этих инфраструктур, направлены на секторы предоставления услуг и безопасности Джубаленда, а также на развитие местных институтов. Управление морским портом и аэропортом Кисмайо также передавалось Федеральному правительству через 6 месяцев, а доходы и ресурсы, полученные от них, направлялись на предоставление услуг и безопасность в Джубаленде и на развитие местной институциональной инфраструктуры. Кроме того, соглашение включало объединение Вооружённых сил Джубаленда под центральным командованием Вооружённых сил Сомали и предусматривало, что временная администрация Джубы будет руководить региональной полицией.
Посол ООН в Сомали Николас Кей назвал это соглашение «прорывом, открывающим дверь в лучшее будущее для Сомали».  На подписании также присутствовали представители комиссии Африканского союза, ООН, ЕС и Межправительственный орган по вопросам развития.
5 мая 2015 года Мадобе встретился с госсекретарем США Джоном Керри в Могадишо.
В августе 2019 года он был переизбран президентом Джубаленда.
Мадобе по-прежнему вызывает споры, поскольку его обвиняют в фальсификации результатов выборов и преследовании оппозиции. Порт Кисмайо стал региональной платформой для торговли древесным углем, наркотиками и огнестрельным оружием. Его отношения с президентом Сомали Мохамедом Абдуллахи Мохамедом также стали очень отрицательными.